# Slobozia Ciorăști
Slobozia Ciorăști è un comune della Romania di 2 056 abitanti, ubicato nel distretto di Vrancea, nella regione storica della Muntenia. 
Il comune è formato dall'unione di 3 villaggi: Armeni, Jiliște, Slobozia Ciorăști.